# 文增显
文增顯（1952年6月—2020年1月31日），男，汉族，河南省新野县人，中華人民共和國政治人物。大学普通本科学历、中國共產黨黨員。

## 經歷
1972年4月参加工作。1980年1月，毕业于武汉大学中文系。1987年5月，任湖北省民政厅政治处副主任。1988年12月，任湖北省民政学校校长、党委书记。1993年1月，任湖北省民政厅办公室主任。1997年6月任湖北省民政厅副厅长、党组成员。2010年2月9日，任湖北省民政厅巡视员。2017年，兼任湖北省社会组织总会会长。
2020年，在中國大陸暴发2019冠狀病毒病疫情期間，红星新闻報導稱文增顯於1月31日下午去世。此消息得到湖北省民政厅工作人员的確認，該工作人員還聲稱文增顯疑似感染了新型冠狀病毒肺炎，但在去世前沒有被確診。